# Joseph Garnett Wood
Joseph Garnett Wood ( 2 de septiembre de  1900 – 8 de diciembre de  1959) fue un profesor y botánico australiano, y presidente de la Royal Society of South Australia.
Wood había nacido en Adelaida, South Australia y se educó en la Unley High School, en la Escuela de Minas e Industrias de Australia del Sur, y en la Universidad de Adelaida donde fue galardonado D.Sc. en 1933.
Intensificó mucho en las investigaciones en las áreas de la Fisiología estomatal y en la Bioquímica de las especies nativas bajo estrés hídrico.
Wood contribuyó a revisiones en la bioquímica de los metabolismos del nitrógeno y del sulfuro en plantas forrajeras, a través de tres revistas internacionales: Chronica Botanica en 1942, Annual Review of Biochemistry en 1945; Annual Review of Plant Physiology, en 1953.

## Logros en su carrera
- 1942 Presidente de la Royal Society of South Australia
- 1944 "Medalla Sir Joseph Verco", de la RSSA
- 1948-59 Miembro interino del Concejo de la Australian National University, Canberra
- 1952 (W. B.) "Medalla Clarke" de la Royal Society of New South Wales
- 1950-56, 1959 Miembro del Consejo Consultivo de Commonwealth Scientific and Industrial Research Organisation
- 1952-59 Miembro del Comité de Zonas Áridas de Unesco
- 1954 Electo miembro de la Australian Academy of Science
- 1958 Presidente fundador de la "Sociedad Australiana de Fisiólogos Vegetales"

- La abreviatura «J.G.Wood» se emplea para indicar a Joseph Garnett Wood como autoridad en la descripción y clasificación científica de los vegetales.[1]